# Praça Rui Barbosa (Belo Horizonte)
Praça Rui Barbosa é uma praça situada na região central da cidade de Belo Horizonte. É mais conhecida como Praça da Estação por estar localizada em frente ao prédio da antiga estação da Estrada de Ferro Central do Brasil, hoje Museu de Artes e Ofícios (MAO). O principal acesso à Estação Central do Metrô de Belo Horizonte também está situada nesta praça.

## História
Foi a porta de entrada de toda a matéria-prima utilizada na construção da nova capital de Minas Gerais, no final do século XIX. O primeiro relógio público da cidade foi instalado no alto da torre do primitivo prédio que abrigou a Estação Ferroviária. A praça começou a ser urbanizada em 1904, com jardins em estilo inglês. Em 11 de novembro de 1922, foi inaugurado o novo prédio em estilo eclético, projeto do arquiteto Luiz Olivieri, para atender à demanda da efervescente cidade e o desenho dos jardins da praça foi todo modificado para um estilo francês. Desde o movimento das Diretas Já, até os dias de hoje a praça é um espaço livre para manifestações populares de todas camadas sociais. Poetas, artistas, estado e o povo ali se encontram para expor suas ideias, sonhos e fantasias.

## Arquitetura
Destacam-se na praça três conjuntos de estátuas em mármore, um representado as quatro estações, outro dois leões e dois tigres e um terceiro de Ninfas situado numa fonte. As estátuas são réplicas de um conjunto de 10 obras colocadas na praça nos primeiros anos da cidade e cujas versões originais, devido ao vandalismo, estão guardadas.
Do outro lado da praça, ao centro de uma esplanada, há o monumento à civilização mineira (Terra Mineira), obra do escultor italiano Giulio Starace, inaugurado em 1930, em granito, com placas, em bronze, alusivas a fatos importantes da história de Minas, encimado com uma estátua de uma figura masculina empunhando uma bandeira, do mesmo metal. 
Fazem parte do acervo arquitetônico da Praça da Estação a Serraria Sousa Pinto, o Museu de Artes e Ofícios e os viadutos de Santa Teresa e da Floresta.
A praça foi revitalizada no início de 2007 como parte das obras da Linha Verde. Sendo reconstituídos os jardins, que haviam perdido parte do formato devido à ampliação da Avenida dos Andradas, no anos 1960. A estatuária de mármore, danificada por vandalismo, foi substituída por réplicas feitas de resina de mesmo material.